# Fleming Lynge
Fleming Lynge, född 20 september 1896 i Köpenhamn, död 3 november 1970, var en dansk författare och manusförfattare. 

## Filmmanus
- 1931 – Hotell Paradisets hemlighet
- 1935 – Fredlös
- 1936 – 65, 66 och jag
- 1937 – Laila
- 1938 – Tyst sommarnatt
- 1938 – Herr Husassistenten
- 1939 – Rosor varje kväll
- 1940 – En flicka hela da'n
- 1947 – Tag vad du vill ha